# Huncho Jack
Huncho Jack — американский хип-хоп-дуэт, образованный в 2016 году рэперами Трэвисом Скоттом и Quavo из Migos. Группа выпустила свой дебютный студийный альбом Huncho Jack, Jack Huncho 21 декабря 2017 года.

## Предыстория
Название группы происходит от псевдонима Quavo «Huncho» и лейбла Трэвиса Скотта Cactus Jack Records, который, в свою очередь, происходит от его настоящего имени Жак.

## Дискография

### Студийные альбомы
| Название                 | Детали | Высшая позиция в чартах | Высшая позиция в чартах | Высшая позиция в чартах | Высшая позиция в чартах |
| Название                 | Детали | US                      | CAN                     | NZ                      | UK                      |
| ------------------------ | --- | ----------------------- | ----------------------- | ----------------------- | ----------------------- |
| Huncho Jack, Jack Huncho | - Релиз: 21 декабря 2017 - Лейбл: Grand Hustle, Epic, Cactus Jack, Quality Control Music, Capitol, Motown - Формат: LP, цифровая загрузка | 3                       | 6                       | 22                      | 34                      |